# Devilance
Devilance è un personaggio dei fumetti creato da Jack Kirby nel 1972, pubblicato dalla DC Comics.

## Storia del personaggio
Devilance, chiamato anche il Persecutore, era uno dei migliori cacciatori di Apokolips al servizio di Darkseid. Venne incaricato di scovare e uccidere i Forever People, ma questi si fusero nell'Uomo Infinito quando vennero trovati. La terribile lotta che ne scaturì vide la distruzione dell'isola teatro della battaglia e la morte apparente di entrambi i contendenti.
Devilance non è apparso per anni fino a riapparire nella maxi-serie 52 (n. 7), nella quale incontra Starfire, Animal Man e Adam Strange su un pianeta alieno, e si scopre che la sua stazza è notevolmente aumentata a dimensioni inumane. Nel numero 17 della serie viene poi ucciso e decapitato da Lobo.